# MeshLab
MeshLab — це 3D системна програма геометричного обробляння, яка орієнтована на керування та обробку неструктурованих великих сіток і надає набір інструментів для редагування, очищення, відновлення, перевірки, візуалізації та перетворення таких типів сіток. MeshLab — це безкоштовне програмне забезпечення з відкритим вихідним кодом, яке відповідає вимогам Загальної публічної ліцензії GNU (GPL), версії 2 або новішої, і використовується як повний пакет, так і як бібліотека, що підтримує інше програмне забезпечення. Він добре відомий у більш технічних галузях розробки 3D та обробки даних.

## Огляд
MeshLab розроблено дослідницьким центром ISTI — CNR; спочатку MeshLab була створена як курсове завдання в Університеті Пізи наприкінці 2005 року. Це система загального призначення, спрямована на обробку типових не дуже малих неструктурованих 3D-моделей, які виникають у конвеєрі 3D-сканування.
Фільтри автоматичного очищення сітки включають видалення дубльованих вершин без посилання ребер, що не є різнопланами, вершин і нульових поверхонь. Інструменти перемішування підтримують високоякісне спрощення на основі вимірювання квадратичної похибки, різних видів поверхонь поділу та двох алгоритмів реконструкції поверхні з хмар крапок, заснованих на техніці обертання кульки та підході реконструкції поверхні Пуассона(Poisson). Для видалення шуму, який зазвичай присутній на отриманих поверхнях, MeshLab підтримує різні види згладжувальних фільтрів та інструментів для аналізу та візуалізації кривини.
Він містить інструмент для реєстрації кількох карт діапазону на основі ітераційного алгоритму найближчої точки MeshLab також включає інтерактивну систему прямого зафарбовування сітки, яка дозволяє користувачам інтерактивно змінювати колір сітки, визначати виділення та безпосередньо згладжувати шум і дрібні елементи.
MeshLab доступний для більшості платформ, включаючи Linux, Mac OS X, Windows і, зі зниженою функціональністю, на Android та iOS і навіть у чистому вигляді клієнтської програми JavaScript під назвою MeshLabJS. Система підтримує введення/виведення в таких форматах: PLY, STL, OFF, OBJ, 3DS, VRML 2.0, X3D і COLLADA. MeshLab також може імпортувати хмари крапок, відновлені за допомогою Photosynth.
MeshLab використовується в різних академічних та дослідницьких контекстах, таких як мікробіологія, культурна спадщина, реконструкція поверхні, палеонтологія, для швидкого створення прототипів в ортопедичній хірургії, в ортодонтії, та виготовлення настільних комп'ютерів.

## Додаткові зображення

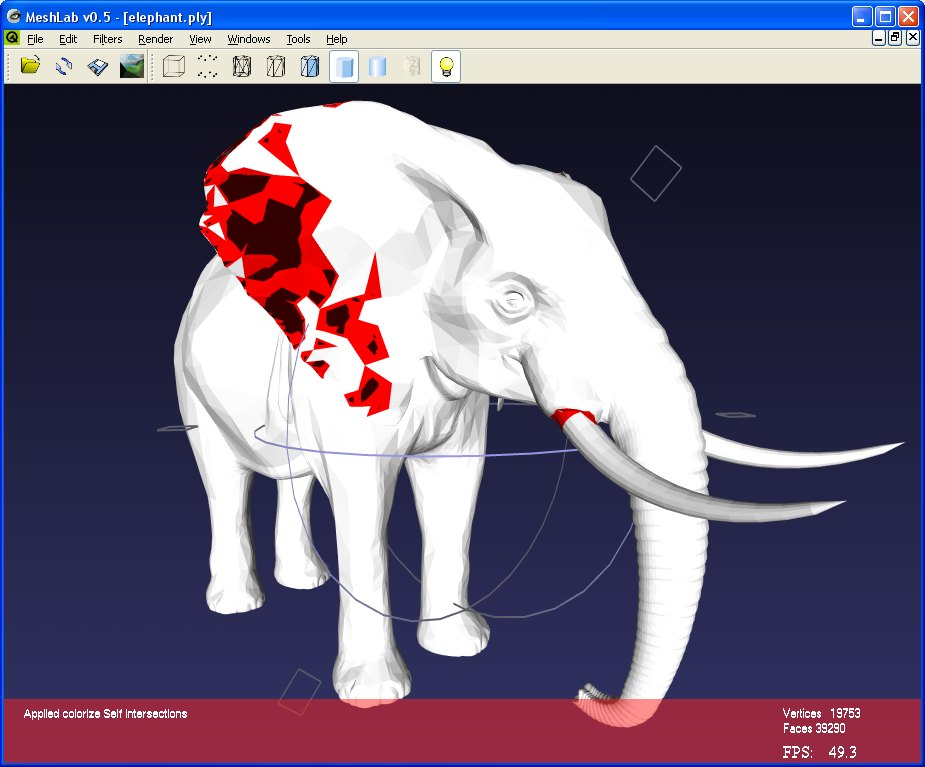
Тварина.
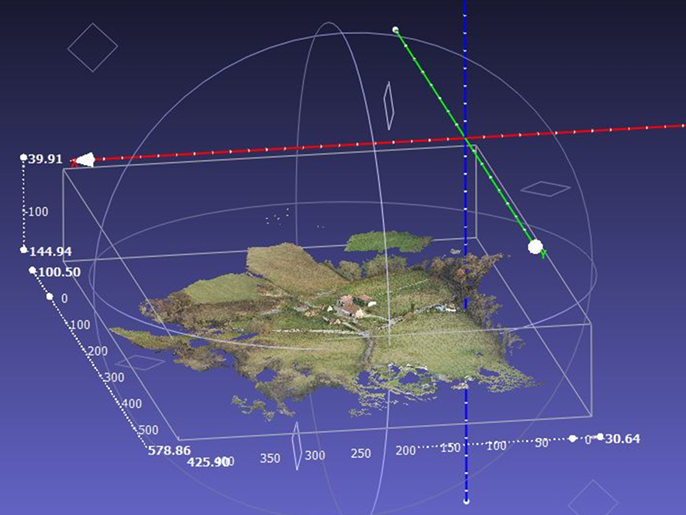
Географічні дані.